# Murray Cockburn
Murray Cockburn (John Murray Cockburn; * 17. Oktober 1933 in Toronto) ist ein ehemaliger kanadischer Sprinter, der sich auf den 400-Meter-Lauf spezialisiert hatte.
Bei den Olympischen Spielen 1956 in Melbourne wurde er Fünfter in der 4-mal-400-Meter-Staffel und erreichte über 400 m das Halbfinale.
1953 wurde er Kanadischer Meister über 440 Yards. Seine persönliche Bestzeit über diese Distanz von 47,4 s (entspricht 47,1 s über 400 m) stellte er am 24. Mai 1958 in Berkeley auf.